# Ielizaveta Souvorova
Ielizaveta Mikhaïlovna Souvorova (en russe : Елизавета Михайловна Суворова), née le 21 avril 1975 à Moscou, est une pentathlonienne russe.